# روبن فابر
روبن فابر (بالهولندية: Robin Faber)‏ (2 يوليو 1986 في هولندا - ) هو لاعب كرة قدم هولندي في مركز الدفاع. لعب مع أدو دين هاغ وإف سي آيندهوفن وفيتيسه آرنهم ونادي فيكينغور.

## وصلات خارجية
- روبن فابر على موقع قاعدة بيانات كرة القدم.إي يو (الإنجليزية)